# Янаки Москов
Янаки Москов е български военен и революционер, деец на Върховния македоно-одрински комитет.

## Биография
Янаки Москов е роден в костурското село Дъмбени, тогава в Османската империя, днес в Гърция. Завършва прогимназия в Битоля, българската мъжка гимназия в Солун и Военното училище в София. Присъединява се към ВМОК и през 1902 година влиза в Македония с четата на Анастас Янков.
През ноември 1902 година в Костурско избухва Янаки Московата афера (виж: Иванчова афера), при която са бити 22 души, но няма арестувани.
Янаки Москов участва в Балканските войни 1912 – 1913 година.